# Municipio La Cruz
Koordinaten: 27° 54′ N, 105° 6′ W
La Cruz ist ein Municipio mit etwa 4.000 Einwohnern im mexikanischen Bundesstaat Chihuahua. Das Municipio hat eine Fläche von 1054,6 km². Verwaltungssitz und größter Ort des Municipios ist das gleichnamige La Cruz.

## Geographie
Das Municipio La Cruz liegt im Osten des Bundesstaats Chihuahua auf einer Höhe zwischen 1100 m und 1900 m. Es zählt zur Gänze zur physiographischen Provinz der Sierras y Llanuras del Norte; 65 % des Municipios liegen im endorheischen Becken des Bolsón de Mapimí, der Rest liegt in der hydrologischen Region Bravo-Conchos und entwässert in den Golf von Mexiko. Die Geologie des Municipios wird zu 54 % von Alluvionen bestimmt bei 24 % Konglomeratgestein und 13 % Basalt; vorherrschende Bodentypen im Municipio sind der Calcisol (37 %), Leptosol (23 %), Vertisol (13 %), Regosol (10 %) und Luvisol (8 %). 52 % des Municipios werden als Weideland genutzt, 40 % sind von Gestrüpplandschaft bedeckt.
Das Municipio grenzt an die Municipios Saucillo, Camargo und San Francisco de Conchos.

## Bevölkerung
Beim Zensus 2010 wurden im Municipio 3982 Menschen in 1095 Wohneinheiten gezählt. Davon wurden 12 Personen als Sprecher einer indigenen Sprache registriert. 3,6 Prozent der Bevölkerung waren Analphabeten. 1374 Einwohner wurden als Erwerbspersonen registriert, wovon 78 % Männer bzw. 7,7 % arbeitslos waren. Fünf Prozent der Bevölkerung lebten in extremer Armut.

## Orte
Das Municipio La Cruz umfasst 26 bewohnte localidades, von denen lediglich der Hauptort vom INEGI als urban klassifiziert ist. Sechs Orte wiesen beim Zensus 2010 eine Einwohnerzahl von über 100 auf. Die größten Orte sind:
| Ort                 | Einwohner |
| La Cruz             | 1671      |
| Estación la Cruz    | 0739      |
| Corraleño de Juárez | 0591      |